# 百星大戲院

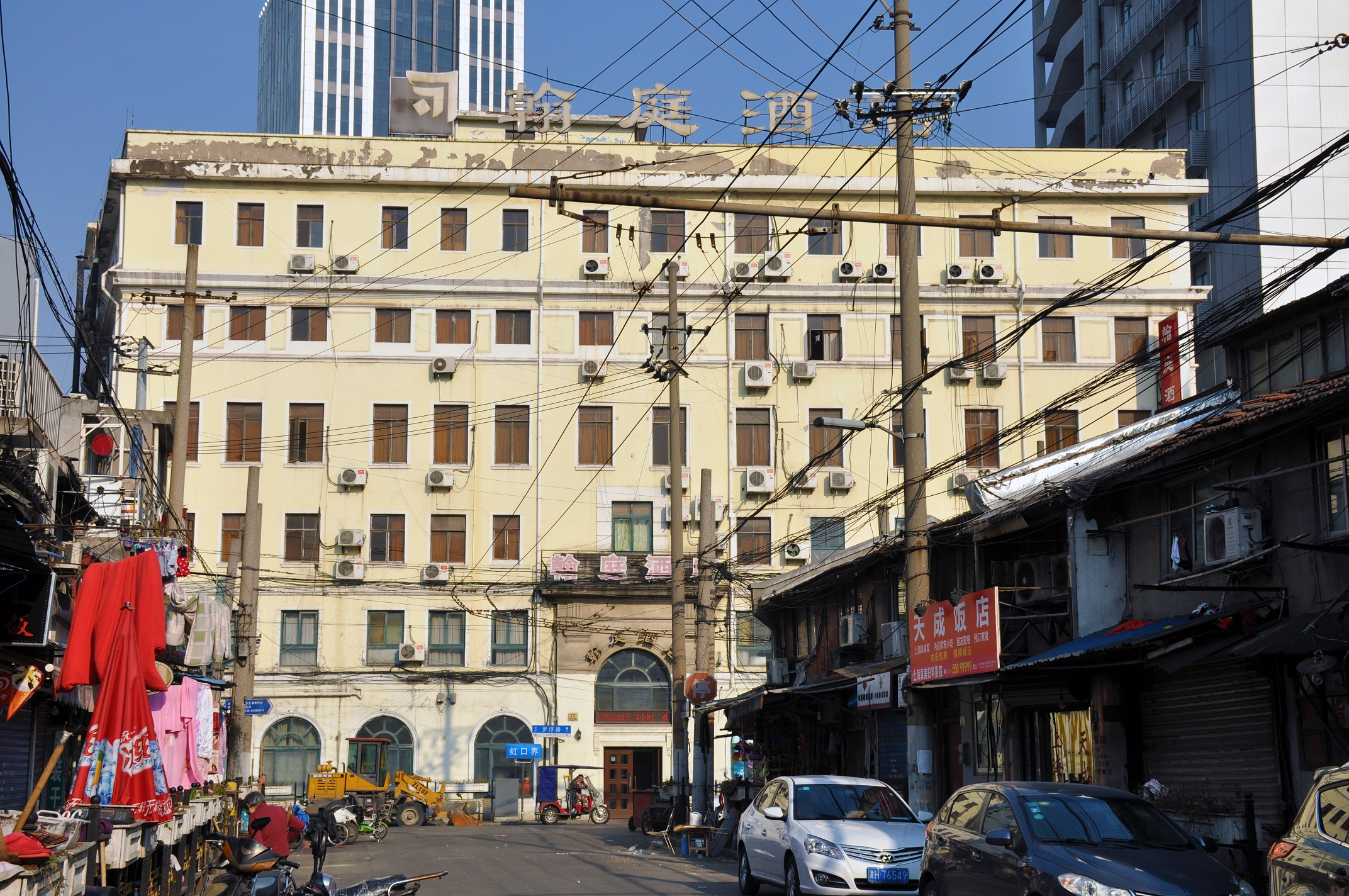

百星大戲院（Pantheon Theatre），是上海市的電影院，位於羅浮路27號。 百星電影院開幕於1926年10月9日。同年12月，百星大戲院放映美國有聲電影《司密克三弦琴》，是中國第一個放映有聲電影的電影院。1931年9月，百星大戲院更名為明珠大戲院。 抗日戰爭爆發之後，電影院停業。現在電影院建築作為翰亭酒店使用。